# Beth Broderick
Beth Alison Broderick (Falmouth, 24 februari 1959) is een actrice uit de Verenigde Staten. Ze speelde onder meer 'Aunt Zelda' in de televisie-serie Sabrina, the Teenage Witch.

## Biografie

### De jonge jaren
Ze opgegroeid in Huntington Beach, een stad in de staat Californië. Als kind had ze al interesse voor acteren. Nadat zij geslaagd was op haar zestiende op haar High School volgde ze de American Academy of Arts in Pasadena. Op haar achttiende slaagde zij hier ook, waarna ze verhuisde naar New York om een acteercarrière op te starten. Ze heeft twee zusters en één broer.

### Carrière
Op haar 27e, in 1988, debuteerde ze in Stealing Home. In 1990 speelde ze in The Bonfire of the Vanities. Datzelfde jaar speelde ze in een aflevering van Married With Children. Ze trad op in toneelproducties als Carnal Knowledge, Triplets in Uniform en Zastrozzi, the Master of Discipline (waarvan ze ook co-producer was). Broderick is naast actrice de schrijfster van boeken als A Cup of Joe, Wonderland en Literatti, samen met Dennis Bailey. Broderick heeft één aflevering van Sabrina, the Teenage Witch geregisseerd, genaamd "Making the Grade" in 2001.
Ze stond op het toneel in een productie van het Chicago Northlight Theatre, getiteld Bad Dates. Ook speelde ze een kleine rol in de televisie serie Lost, als de moeder van Kate Austen.

### Persoonlijk leven
Zij was getrouwd met Brian Porizek van 1998–2000 en trouwde later met Scott Paetty in 2005. Broderick is een mede-oprichter van Momentum, een van de eerste organisaties in New York voor het helpen van mensen met aids.

## Films
| Jaar | Titel                                      | Rol                |
| ---- | ------------------------------------------ | ------------------ |
| 1990 | The Bonfire of the Vanities                | Caroline Heftshank |
| 1995 | Man of the Year                            | Kelly Bound        |
| 1996 | Maternal Instincts                         | Dr. Eva Warden     |
| 1996 | Sabrina, the Teenage Witch                 | Zelda Spellman     |
| 1997 | Fools Rush In                              | Tracey Verna       |
| 2000 | Psycho Beach Party                         | Ruth Forrest       |
| 2003 | The Inner Circle                           | Jean               |
| 2005 | televisieserie Supernatural (1 aflevering) | Alice Miller       |
| 2008 | televisieserie ER (1 aflevering)           | Edith Landry       |
| 2008 | Timber Falls                               | Ida                |
| 2010 | Revenge of the Bridesmaids                 | Olivia McNabb      |
| 2013 | Under the Dome                             | Rose Twitchell     |